# Cruz Rios
Joaquim Alves da Cruz Rios (Santo Amaro, 1º de novembro de 1918 — Salvador, 14 de fevereiro de 2004) foi um jornalista, advogado,  político e escritor, brasileiro, imortal da cadeira número 20 da Academia de Letras da Bahia.   

## Biografia
Começou a carreira jornalística no Bahia Jornal, em 1938, de onde saiu para integrar os quadros do Jornal A Tarde, onde permaneceu por 62 anos e foi diretor.  
Formou-se em Direito pela Faculdade de Direito da Bahia em 1939.  
Publicou artigos em jornais e pareceres jurídicos. Conferência sobre a Colonização Portuguesa na África, Consulado de Portugal; livro: "Retalhos de Jornal". 
Imortal da Academia de Letras da Bahia, Cadeira 20.  
Morreu em Salvador aos 85 anos, em 14 de fevereiro de 2004.  
A rua jornalista Cruz Rios, no bairro STIEP, em Salvador, foi assim denominada em sua homenagem. 